# براندون مکئیل اسمیت
براندون مکئیل اسمیت (انگلیسی: Brandon Mychal Smith؛ زادهٔ ۲۹ مهٔ ۱۹۸۹) هنرپیشه و صداپیشه اهل ایالات متحده آمریکا است.
از فیلم‌ها یا برنامه‌های تلویزیونی که وی در آن نقش داشته‌است می‌توان به او همه‌چیزتمام است، آلامو، جوگیر، سلاح‌ها، برخیز، و بابابزرگ کثیف اشاره کرد.